# Jana Tichá
| Asteroidi scoperti: 94 | Asteroidi scoperti: 94 |
| ---------------------- | ---------------------- |
| 7441 Láska             | 30 luglio 1995         |
| 7493 Hirzo             | 24 ottobre 1995        |
| 7608 Telegramia        | 22 ottobre 1995        |
| 8307 Peltan            | 5 marzo 1995           |
| 8572 Nijo              | 19 ottobre 1996        |
| 10234 Sixtygarden      | 27 dicembre 1997       |
| 10403 Marcelgrün       | 22 novembre 1997       |
| 10872 Vaculík          | 12 ottobre 1996        |
| 11105 Puchnarová       | 24 ottobre 1995        |
| 11128 Ostravia         | 3 novembre 1996        |
| 11141 Jindrawalter     | 12 gennaio 1997        |
| 11144 Radiocommunicata | 2 febbraio 1997        |
| 11338 Schiele          | 13 ottobre 1996        |
| 12010 Kovářov          | 18 ottobre 1996        |
| 12833 Kamenný Újezd    | 2 febbraio 1997        |
| 13229 Echion           | 2 novembre 1997        |
| 13792 Kuščynskyj       | 7 novembre 1998        |
| 14068 Hauserová        | 21 aprile 1996         |
| 14541 Sacrobosco       | 20 settembre 1997      |
| 15399 Hudec            | 2 novembre 1997        |
| 16083 Jorvik           | 12 ottobre 1999        |
| 16709 Auratian         | 29 settembre 1995      |
| 16794 Cucullia         | 2 febbraio 1997        |
| 17167 Olgarozanova     | 4 luglio 1999          |
| 18841 Hruška           | 6 settembre 1999       |
| 19384 Winton           | 6 febbraio 1998        |
| 20164 Janzajíc         | 9 novembre 1996        |
| 21270 Otokar           | 19 luglio 1996         |
| 21873 Jindřichůvhradec | 29 ottobre 1999        |
| 22442 Blaha            | 14 ottobre 1996        |
| 22450 Nové Hrady       | 3 novembre 1996        |
| 25258 Nathaniel        | 7 novembre 1998        |
| 26314 Škvorecký        | 16 ottobre 1998        |
| 26340 Evamarková       | 13 dicembre 1998       |
| 26969 Biver            | 20 settembre 1997      |
| 27087 Tillmannmohr     | 24 ottobre 1998        |
| 28220 York             | 28 dicembre 1998       |
| 29477 Zdíkšíma         | 31 ottobre 1997        |
| 29738 Ivobudil         | 23 gennaio 1999        |
| 31232 Slavonice        | 1º febbraio 1998       |
| 31238 Kroměříž         | 21 febbraio 1998       |
| 33061 Václavmorava     | 2 novembre 1997        |
| 35233 Krčín            | 26 maggio 1995         |
| 35269 Idéfix           | 21 agosto 1996         |
| 35446 Stáňa            | 6 febbraio 1998        |
| 35977 Lexington        | 3 luglio 1999          |
| 35978 Arlington        | 5 luglio 1999          |
| 36035 Petrvok          | 6 agosto 1998          |
| 37699 Santini-Aichl    | 13 gennaio 1996        |
| 37736 Jandl            | 15 novembre 1996       |
| 40206 Lhenice          | 26 settembre 1998      |
| 44530 Horáková         | 25 dicembre 1998       |
| 44597 Thoreau          | 6 agosto 1999          |
| 46692 Taormina         | 2 febbraio 1997        |
| 47144 Faulkes          | 7 agosto 1999          |
| 47294 Blanský les      | 28 novembre 1999       |
| 48794 Stolzová         | 5 ottobre 1997         |
| 49698 Váchal           | 1º novembre 1997       |
| 50413 Petrginz         | 27 febbraio 2000       |
| 52665 Brianmay         | 30 gennaio 1998        |
| 53093 La Orotava       | 28 dicembre 1998       |
| 55082 Xlendi           | 25 agosto 2001         |
| 56329 Tarxien          | 28 novembre 1999       |
| 56422 Mnajdra          | 2 aprile 2000          |
| 58607 Wenzel           | 19 ottobre 1997        |
| 58664 IYAMMIX          | 21 dicembre 1997       |
| 58682 Alenašolcová     | 10 gennaio 1998        |
| 59001 Senftenberg      | 26 settembre 1998      |
| 59830 Reynek           | 10 settembre 1999      |
| 61208 Stonařov         | 30 luglio 2000         |
| 66934 Kálalová         | 26 novembre 1999       |
| 69469 Krumbenowe       | 16 gennaio 1996        |
| 70679 Urzidil          | 30 ottobre 1999        |
| 70936 Kámen            | 28 novembre 1999       |
| 75223 Wupatki          | 28 novembre 1999       |
| 79354 Brundibár        | 16 gennaio 1997        |
| 85389 Rosenauer        | 22 agosto 1996         |
| 85516 Vaclík           | 2 novembre 1997        |
| 87097 Lomaki           | 7 giugno 2000          |
| 91007 Ianfleming       | 30 gennaio 1998        |
| 118214 Agnesediboemia  | 12 gennaio 1996        |
| 129595 Vand            | 2 novembre 1997        |
| 133077 Jirsík          | 4 maggio 1997          |
| 152750 Brloh           | 21 gennaio 1999        |
| 171588 Náprstek        | 26 novembre 1999       |
| 192439 Cílek           | 1º novembre 1997       |

Jana Tichá nata Peltan (1965) è un'astronoma ceca.

## Biografia
Ha studiato all'Università di economia di Praga dove si è laureata nel 1987. Nel 1992 è diventata direttrice dell'osservatorio di Kleť, vicino České Budějovice.
Si è specializzata nella scoperta di asteroidi e comete, soprattutto oggetti near-Earth (NEO). È presidente del Committee on Small Body Nomenclature (CSBN) dell'Unione Astronomica Internazionale, il comitato che è responsabile dell'approvazione dei nomi degli asteroidi.
Lavora con suo marito Miloš Tichý all'Osservatorio Kleť.
Nel suo paese è anche nota per la sua attività divulgativa. È una delle maggiori contributrici di due siti cechi che trattano asteroidi e comete.

## Asteroidi che portano il suo nome
L'asteroide 5757 Tichá porta il suo cognome da sposata, mentre l'asteroide 8307 Peltan porta il suo cognome da nubile.